# Flore et Marie de Cordoue
Pour les articles homonymes, voir Sainte Flore.

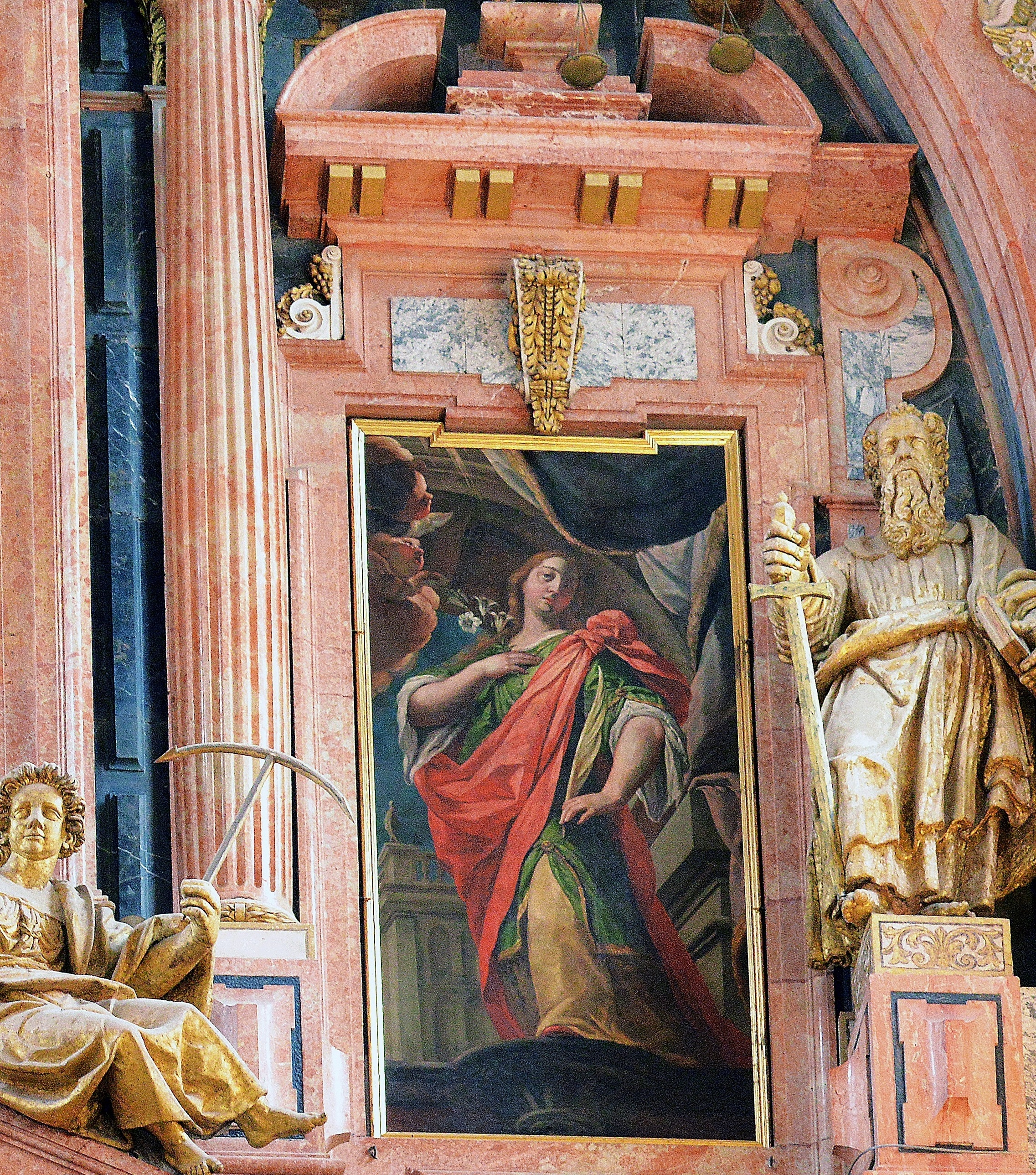
Tableau de sainte Flore, abside de la cathédrale de Cordoue.

Flore et Marie de Cordoue (en espagnol : Flora  y  María de Córdoba) sont deux chrétiennes mises à mort  ensemble à Cordoue le 24 novembre 851, sous le règne d'Abd al-Rahman II. L'Église les honore comme vierges et martyres, et les fête le 24 novembre.  

## Histoire et tradition
Flore est née à Cordoue, en Espagne, d'un père musulman et d'une mère chrétienne. Abd al-Rahman II (822-852) décrète[Quand ?] apostats les enfants chrétiens nés de couples mixtes. La loi islamique fait d'elle une musulmane mais, en secret, elle est élevée dans la foi chrétienne. Son frère musulman apprend sa foi , et il fait emprisonner des clercs sachant qu'elle ne supporterait pas de voir quelqu'un souffrir à cause d'elle. Puis il la dénonce au juge (le cadi) qui la force à apostasier (renoncer publiquement à sa religion). Elle refuse et est condamnée à être fouettée avec des verges. Les coups qu'elle reçoit la blessent à la tête au point de mettre à nu les os de son crâne. À la suite de cela, elle est remise à son frère, chargé de la convaincre de revenir à l'islam. On considérait en effet qu'elle a abjuré cette religion et que pour cette raison, elle mérite la mort.
Flore réussit à tromper la vigilance de son frère et à s'échapper. Elle trouve refuge à Ossaria (aujourd'hui Torredonjimeno) chez une sœur où elle peut reprendre des forces. Après quelques jours, elle retourne à Cordoue pour aller prier publiquement dans l'église Saint-Ascicle, dédiée au martyr des premiers siècles. Là, elle rencontre Marie, chrétienne, sœur du diacre Valabonsus (récemment martyr). Les deux vierges, emplies de zèle, décident de se présenter ensemble devant le juge pour confesser leur foi. Elles sont immédiatement emprisonnées dans un cachot obscur peuplé de femmes grossières et de prostituées. 
Après un dernier interrogatoire, elles sont condamnées à être décapitées pour avoir, selon le cadi et selon la loi, abjuré l'islam et embrassé la foi chrétienne. Leurs corps sont laissés aux chiens et aux oiseaux, puis jetés dans le fleuve.
C'est pour elles que l'évêque de Tolède, Euloge de Cordoue, témoin de ce martyre survenu à Cordoue le 24 novembre 851, rédige son Exhortation au martyre[réf. nécessaire].

### Article lié
- Martyrs de Cordoue